# White Road -Ballad Best Singles-
-Ballad Best Singles- White Road es el cuarto álbum de grandes éxitos lanzado por la banda de rock japonés, GLAY. El álbum alcanzó el puesto #1 en el ranking de Oricon, con 411 521 ventas. Fue certificado doble Platina (500 000) por la Asociación de la Industria de Grabación de Japón (RIAJ).

## Lista de canciones
1. Owaito Rōdo (White Road) (ホワイトロード?)
2. Way of Difference
3. Soul Love
4. Beloved
5. Special Thanks
6. Blue Jean
7. Aitai Kimochi (逢いたい気持ち)
8. a Boy ~Zutto Wasurenai~ (a Boy ~ずっと忘れない~)
9. However
10. Zutto Futari de... (ずっと2人で...)
11. Be With You
12. Winter, again
13. Toki no Shizuku (時の雫)
14. Tsuzureori ~so far and yet so close~ (つづれ織り ~so far and yet so close~)